# Pietru Caxaro
Pietru Caxaro   (Mdina, 1400 (Gregorià) - Mdina, agost 1485 (Gregorià)) va ser un filòsof i escriptor maltès, el primer del qual se'n conserven escrits. Els seus plantejaments filosòfics el situen en el camp de l'humanisme medieval. Les seves contribucions destaquen de forma molt lúcida la renaixença social i cultural del seu temps. La preparació cultural de Caxaro i el seu caràcter humanista, juntament amb la seva filosofia, reflecteixen completament les forces peculiars, funcions i necessitats d'un poble de la Mediterrània l'edat d'or del qual encara havia d'arribar. És una de les primeres personalitats literàries de la història de l'illa. Va escriure Il Cantilena, el text més antic que es conserva en idioma maltès.